# Jacobine Veenhoven
Jacobine Veenhoven, född den 30 januari 1984 i Lauren i Nederländerna, är en nederländsk roddare.
Hon tog OS-brons i åtta med styrman i samband med de olympiska roddtävlingarna 2012 i London.